# Parthenicus nicholellus
Parthenicus nicholellus är en insektsart som beskrevs av Knight 1968. Parthenicus nicholellus ingår i släktet Parthenicus och familjen ängsskinnbaggar. Inga underarter finns listade i Catalogue of Life.